# 小島良平
小島 良平（こじま りょうへい、1939年11月2日 - 2009年12月17日 ）は日本のグラフィックデザイナー。

## 略歴
- 1939年‐岩手県釜石市に生まれる
- 1960年‐武蔵野美術短期大学商業デザイン科卒業。その後銀座三愛宣伝課に入社
- 1963年‐株式会社ライトパブリシティに入社
- 1972年‐伊勢丹企業広告をおよそ14年間手がける
- 1976年‐小島良平デザイン事務所を設立し、様々な広告、ポスターをデザインする
- 1980年‐INAXギャラリーにて「K3展」出品を皮切りに、現在まで各地で展覧会・個展に多数出品。

- 2009年12月17日‐腎臓ガンのため死去。享年70

東京アートディレクターズクラブ会員、日本グラフィックデザイン協会会員、ニューヨークアートディレクターズクラブ会員、東京タイプディレクターズクラブ会員。

## 主な作品
- 企業広告（伊勢丹、キッコーマン、トヨタ博物館）
- 日本野鳥の会ポスターの一連の作品　など多数

## 著作・作品集
- 世界のグラフィックデザイナー：小島良平（ギンザ・グラフィック・ギャラリー）
- 小島良平（トランスアート）

## 受賞
- 日宣美展特選（1965年度）
- 東京ADC賞（1965年度）
- 日宣美奨励賞（1966年度）
- 準朝日広告賞（1972年から連続4年受賞）
- 毎日広告デザイン賞特選・日本サインデザイン賞（1978年度）
- 毎日広告デザイン賞最優秀賞（1980年と1987年）
- 毎日広告デザイン賞カラー広告賞（1991年と1994年）
- 日経広告賞優秀賞（1996年度）

など受賞多数。

## 作品収蔵先
- シカゴ美術館（シカゴ）
- ライト ホルド ブラウン ギャラリー（ニューヨーク）
- 現代グラフィックアートセンター（日本）　など。